# غاز رئونیون
غاز رئونیون یا غاز مصری کروازو (نام علمی: Alopochen kervazoi) یک گونه منقرض‌شده از غازهای علف‌خوار در رئونیون است. این غاز از بستگان نزدیک غاز مصری بود و تقریباً به همان اندازه بود. تنها یک شرح برجای‌مانده است، توصیف دوبوآ که در سال ۱۶۷۴ ساخته شد. جدای از آن، این گونه تنها از گزارش‌های کوتاه و استخوان‌های زیرفسیلی که توسط پرنده‌شناس بریتانیایی گراهام اس. کاولز جمع‌آوری‌شده است، شناخته‌شده است. حساب کامل دوبوا به شرح زیر است:
غازهای وحشی، کمی کوچک‌تر از غازهای اروپایی است. آنها همان پرها را دارند اما با منقار و پا قرمز. برای غذا خیلی خوب هستند.